# 玻利維亞下口鯰
玻利維亞下口鯰，為輻鰭魚綱鯰形目甲鯰科的其中一種，為熱帶淡水魚，分布於南美洲玻利維亞Beni河流域，體長可達15公分，棲息在底層水域，生活習性不明。

## 扩展阅读
維基物種上的相關：玻利維亞下口鯰